# Campeonato FIBA Américas Sub-18 de 2002
El Campeonato FIBA Américas Sub-18 de 2002 fue la IV edición del torneo de baloncesto organizado por FIBA Américas el torneo más importante a nivel de Americano para selecciones menores de 19 años. Se realizó en la Isla Margarita en (Venezuela), del 24 de julio al 28 de julio de 2002 y entregó cuatro plazas al mundial de baloncesto sub-19 2003

## Primera fase

### Grupo A
|   | Equipo               | Pts | J | G | P | PF  | PC  | Dif  |
| - | -------------------- | --- | - | - | - | --- | --- | ---- |
| 1 | Estados Unidos       | 6   | 3 | 3 | 0 | 285 | 184 | +101 |
| 2 | Argentina            | 5   | 3 | 2 | 1 | 228 | 201 | +27  |
| 3 | República Dominicana | 4   | 3 | 1 | 2 | 221 | 234 | -13  |
| 4 | México               | 3   | 3 | 0 | 3 | 135 | 250 | -115 |

| 24 de julio, 18:30    | Argentina             | 74 - 50               | México    |  |
|                       |                       |                       |           |  |
| Parciales: -, -, -, - | Parciales: -, -, -, - | Parciales: -, -, -, - | Margarita |  |

| 24 de julio, 21:00    | República Dominicana  | 70 - 109              | Estados Unidos |  |
|                       |                       |                       |                |  |
| Parciales: -, -, -, - | Parciales: -, -, -, - | Parciales: -, -, -, - | Margarita      |  |

| 25 de julio, 17:00    | Estados Unidos        | 101 - 41              | México    |  |
|                       |                       |                       |           |  |
| Parciales: -, -, -, - | Parciales: -, -, -, - | Parciales: -, -, -, - | Margarita |  |

| 25 de julio, 21:00    | República Dominicana  | 76 - 81               | Argentina |  |
|                       |                       |                       |           |  |
| Parciales: -, -, -, - | Parciales: -, -, -, - | Parciales: -, -, -, - | Margarita |  |

| 26 de julio, 15:00    | México                | 44 - 75               | República Dominicana |  |
|                       |                       |                       |                      |  |
| Parciales: -, -, -, - | Parciales: -, -, -, - | Parciales: -, -, -, - | Margarita            |  |

| 26 de julio, 21:00    | Argentina             | 73 - 75               | Estados Unidos |  |
|                       |                       |                       |                |  |
| Parciales: -, -, -, - | Parciales: -, -, -, - | Parciales: -, -, -, - | Margarita      |  |

### Grupo B
|   | Equipo      | Pts | J | G | P | PF  | PC  | Dif |
| - | ----------- | --- | - | - | - | --- | --- | --- |
| 1 | Puerto Rico | 6   | 3 | 3 | 0 | 226 | 212 | +14 |
| 2 | Venezuela   | 5   | 3 | 2 | 1 | 214 | 207 | +7  |
| 3 | Brasil      | 4   | 2 | 1 | 2 | 242 | 241 | +1  |
| 4 | Canadá      | 3   | 3 | 0 | 3 | 218 | 240 | -22 |

| 24 de julio, 18:30    | Puerto Rico           | 78 - 72               | Brasil    |  |
|                       |                       |                       |           |  |
| Parciales: -, -, -, - | Parciales: -, -, -, - | Parciales: -, -, -, - | Margarita |  |

| 24 de julio, 21:00    | Venezuela             | 70 - 59               | Canadá    |  |
|                       |                       |                       |           |  |
| Parciales: -, -, -, - | Parciales: -, -, -, - | Parciales: -, -, -, - | Margarita |  |

| 25 de julio, 17:00    | Brasil                | 94 - 85               | Canadá    |  |
|                       |                       |                       |           |  |
| Parciales: -, -, -, - | Parciales: -, -, -, - | Parciales: -, -, -, - | Margarita |  |

| 25 de julio, 21:00    | Venezuela             | 66 - 72               | Puerto Rico |  |
|                       |                       |                       |             |  |
| Parciales: -, -, -, - | Parciales: -, -, -, - | Parciales: -, -, -, - | Margarita   |  |

| 26 de julio, 15:00    | Puerto Rico           | 76 - 74               | Canadá    |  |
|                       |                       |                       |           |  |
| Parciales: -, -, -, - | Parciales: -, -, -, - | Parciales: -, -, -, - | Margarita |  |

| 26 de julio, 21:00    | Venezuela             | 78 - 76               | Brasil    |  |
|                       |                       |                       |           |  |
| Parciales: -, -, -, - | Parciales: -, -, -, - | Parciales: -, -, -, - | Margarita |  |

### 5 al 8 lugar
| 27 de julio, 15:00    | República Dominicana  | 61 - 59               | Canadá    |  |
|                       |                       |                       |           |  |
| Parciales: -, -, -, - | Parciales: -, -, -, - | Parciales: -, -, -, - | Margarita |  |

| 27 de julio, 17:00    | Brasil                | 61 - 55               | México    |  |
|                       |                       |                       |           |  |
| Parciales: -, -, -, - | Parciales: -, -, -, - | Parciales: -, -, -, - | Margarita |  |

### Partido por el 7 lugar
| 28 de julio, 13:00    | Canadá                | 67 - 65               | México    |  |
|                       |                       |                       |           |  |
| Parciales: -, -, -, - | Parciales: -, -, -, - | Parciales: -, -, -, - | Margarita |  |

### Partido por el 5 lugar
| 28 de julio, 13:00    | República Dominicana  | 96 - 78               | Brasil    |  |
|                       |                       |                       |           |  |
| Parciales: -, -, -, - | Parciales: -, -, -, - | Parciales: -, -, -, - | Margarita |  |

## Fase final

### Semifinal
| 27 de julio, 15:00    | Puerto Rico           | 64 - 60               | Argentina |  |
|                       |                       |                       |           |  |
| Parciales: -, -, -, - | Parciales: -, -, -, - | Parciales: -, -, -, - | Margarita |  |

| 27 de julio, 15:00    | Estados Unidos        | 65 - 67               | Venezuela |  |
|                       |                       |                       |           |  |
| Parciales: -, -, -, - | Parciales: -, -, -, - | Parciales: -, -, -, - | Margarita |  |

### Partido por el 3 lugar
| 28 de julio, 13:00    | Estados Unidos        | 71 - 65               | Argentina |  |
|                       |                       |                       |           |  |
| Parciales: -, -, -, - | Parciales: -, -, -, - | Parciales: -, -, -, - | Margarita |  |

### Final
| 28 de julio, 13:00    | Puerto Rico           | 76 - 53               | Venezuela |  |
|                       |                       |                       |           |  |
| Parciales: -, -, -, - | Parciales: -, -, -, - | Parciales: -, -, -, - | Margarita |  |

| Puerto Rico         |
| Campeón Puerto Rico |
| Primer Título       |

## Clasificación
| Posición | Equipo               |
| -------- | -------------------- |
| 1        | Puerto Rico          |
| 2        | Venezuela            |
| 3        | Estados Unidos       |
| 4        | Argentina            |
| 5        | República Dominicana |
| 6        | Brasil               |
| 7        | Canadá               |
| 8        | México               |

## Clasificados alCampeonato Mundial Sub-19 de 2003
| Bandera de Puerto Rico | Bandera de Venezuela | Bandera de Estados Unidos | Bandera de Argentina |
| Puerto Rico            | Venezuela            | Estados Unidos            | Argentina            |
| ---------------------- | -------------------- | ------------------------- | -------------------- |